# 川村拓
川村 拓（かわむら たく、1988年11月2日 - ）は、日本の漫画家。滋賀県出身。

## 略歴
『週刊少年ジャンプ』（2008年12号、3月3日発売、集英社）の『第6回JUMPトレジャー新人漫画賞 』（特別審査員・星野桂） にて、「ヤドカリ彼女」が星野桂特別賞を受賞。同作はジャンプSQ.19 2010年9月号 夏号（『ジャンプスクエア』の増刊号、集英社）に掲載された。
2009年6月18日に発売されたジャンプSQ.II Vol.003（『ジャンプスクエア』の増刊号）にて、「学園ドラゴンゲーム」でデビューし、同時に同誌にて「テガミバチ トリビュートマンガ」（原作:浅田弘幸。稜之大介との共同名義）も手掛けた

。
2014年、『ジャンプスクエア ニコニコ静画出張所』にて、『ゆるぎベタフラッシュ』で連載デビュー。
2014年5月5日、ニコニコ漫画にて『貧乳マイクロビキニーソ』
の投稿を開始。反響を呼び2015年7月30日、マイクロマガジン社より単行本化され、2015年11月、第2回次にくるマンガ大賞のWebマンガ部門で30作にノミネートされ、11位（4,166ポイント）にランクインした。
2016年6月、初の漫画原作となる「合戦少女」（作画：沖野真歩）が、第28回スクウェア・エニックスマンガ大賞で、ネーム原作部門奨励賞、審査員特別賞を同時受賞。本作は、後の同年12月号の『月刊ガンガンJOKER』にて読み切り掲載され、翌月の2017年1月号の同誌にて、河本ほむら原作のコミカライズ作品『賭ケグルイ（仮）』を2022年10月号まで作画を担当した。
2018年2月19日、自身のTwitterにて創作漫画『事情を知らない転校生がグイグイくる。』の投稿を開始 。後の同年5月22日発売の『ガンガンJOKER』（スクウェア・エニックス）6月号より連載を開始され、2020年6月時点で単行本のシリーズ累計発行部数は50万部を突破
 。同作はメディアミックスとしてテレビアニメ化され、2023年4月から7月まで放送された。

## 作品リスト

### 漫画作品

#### 連載
- 貧乳マイクロビキニーソ（Webマンガ、2014年5月5日 - 2021年08月18日） - 現在は投稿を休止。
- ゆるぎベタフラッシュ（『ジャンプスクエア ニコニコ静画出張所』2014年3号 - 8号、『ジャンプスクエア』2014年9月号[15]） - 初連載。
- 恋愛菌糸きのたけさん（『週刊少年チャンピオン』2016年21号 - 2016年27号） - 全6話。短期集中連載[16]。
- 賭ケグルイ（仮）（原作：河本ほむら、『月刊ガンガンJOKER』2017年1月号 - 2022年10月号）
- 七億円を手に入れた僕にありがちなこと。（『月刊少年エース』2017年12月号[17] - 2018年8月号[18]）
- 事情を知らない転校生がグイグイくる。（『月刊ガンガンJOKER』2018年6月号 - 連載中）
- それゆけ！異世界チート魔術師（原作：内田健、『月刊少年エース』2018年10月号 - 2021年2月号）
- かわいい後輩に言わされたい（『マンガクロス』→『チャンピオンクロス』2019年7月18日 - 連載中）
- 留年!とどめ先輩（『月刊ガンガンJOKER』2019年11月号 - 2021年10月号）
- 膳所くんと長浜さん（『少年エースplus』2020年 - 2021年）
- 嘘の子供（『月刊ガンガンJOKER』2022年12月号[19] - 2024年4月号）
- 米原くんはつよつよギャルから離れられない（『月刊ドラゴンエイジ』2024年12月号[20] - 連載中）

#### 読み切り
- ヤドカリ彼女 - 漫画賞初受賞作。『ジャンプSQ.19』2010年夏号に掲載。
- 学園ドラゴンゲーム（『ジャンプSQ.II』Vol.003） - 掲載デビュー作。
- テガミバチ トリビュートマンガ（原作：浅田弘幸。作画：稜之大介との共同名義。『ジャンプSQ.II』 Vol.003）
- テガミバチ4コママンガ（原作：浅田弘幸、『増刊ジャンプスクエアⅡ』2010年2号、『ジャンプスクエア』2010年2月号、11月号） [21]
- まゆみまゆみの（『ジャンプSQ.19』2011年夏号）
- いこてんよく!!（『ジャンプSQ.19』Vol.01、09、『ジャンプスクエア』2012年4、6、8月号 2013年1、2、3、5、12月号）
- あわやしき（『ジャンプスクエア』2015年2月号）
- 地味に積極的な女子（『電撃ツイッターマガジン』2019年） - オムニバス短編集『こんな女子をぎゅってしたい！ ショートストーリーズ』に収録。
- 包帯フェチとミイラさん（『別冊少年チャンピオン』2016年12月号）
- 合戦少女（作画：沖野真歩、『月刊ガンガンJOKER』2016年12月号） - 原作担当。
- 賭ケグルイ（仮）特別編 鈴井スピンオフほしい編（『賭ケグルイ万 賭ケグルイ公式アンソロジー』2017年） - 『賭ケグルイ』のアンソロジー寄稿作品。
- 『上野さんは不器用』のアンソロジー寄稿作品（原作：tugeneko、『上野さんは不器用』公式アンソロジー小冊子「上野本」、2019年[22]）
- ドラドラしゃーぷ・まぜこぜアンソロジー小冊子
- まひろと経過観察（原作：ねことうふ、『お兄ちゃんはおしまい！ 公式アンソロジーコミック』2021年） - 『お兄ちゃんはおしまい！』のアンソロジー寄稿作品。
- タケとイルルのいちゃいちゃが見たい（原作：クール教信者、『小林さんちのメイドラゴン 公式アンソロジー All Stars!』2021年） - 『小林さんちのメイドラゴン』のアンソロジー寄稿作品。
- 絶交10年（『コミック電撃だいおうじ』Vol.133[23]）
- イルルとお医者さんごっこ（原作：クール教信者、『小林さんちのメイドラゴン 公式アンソロジー All Stars!』2巻、2025年[24]） - 『小林さんちのメイドラゴン』のアンソロジー寄稿作品。

### 書籍
- 『貧乳マイクロビキニーソ』マイクロマガジン社〈マイクロマガジン☆コミックス〉、2015年7月30日発売[25]、ISBN 978-4-89637-518-3、初単行本作品
- 『賭ケグルイ（仮）』、原作：河本ほむら、スクウェア・エニックス〈ガンガンコミックスJOKER〉2017年 - 2024年、全10巻
- 『七億円を手に入れた僕にありがちなこと。』、KADOKAWA〈角川コミックス・エース〉2018年、全2巻
  1. 2018年2月26日発売[26][27]、ISBN 978-4-04-106720-8
  2. 2018年8月25日発売[28]、ISBN 978-4-04-107358-2
- 『事情を知らない転校生がグイグイくる。』、スクウェア・エニックス〈ガンガンコミックスJOKER〉2018年 - 、既刊21巻（2025年7月22日現在）
- 『それゆけ！異世界チート魔術師』、原作：内田健、KADOKAWA〈角川コミックス・エース〉2019年 - 、既刊2巻（2019年6月25日現在）
- 『かわいい後輩に言わされたい』、秋田書店〈少年チャンピオン・コミックス〉2020年 - 、既刊8巻（2025年6月6日現在）
- 『留年!とどめ先輩』、スクウェア・エニックス〈ガンガンコミックスJOKER〉2020年 - 2021年、全4巻
- 『膳所くんと長浜さん』、KADOKAWA〈角川コミックス・エース〉2021年 - 2022年、全2巻
  1. 2021年1月26日発売[29][30]、ISBN 978-4-04-111014-0
  2. 2022年2月25日発売[31]、ISBN 978-4-04-111705-7
- 『嘘の子供』、スクウェア・エニックス〈ガンガンコミックスJOKER〉2023年 - 2024年、全4巻
  1. 2023年3月22日発売[32][33]、ISBN 978-4-7575-8479-2
  2. 2023年7月22日発売[34]、ISBN 978-4-7575-8673-4
  3. 2023年11月21日発売[35]、ISBN 978-4-7575-8906-3
  4. 2024年7月22日発売[36]、ISBN 978-4-7575-9310-7

### その他
- 便利屋斎藤さん、異世界に行く（2023年）応援イラスト[37]